# Slazenger
Slazenger /ˈslæzɪndʒər/ é uma empresa britânica de equipamentos para esportivos para tênis, golfe, criquete e hoquei. Fundada em 1881, Ela é atualmente uma das mais velhas empresas de artigos esportivos.

## História
Slazenger foi fundada em 1881 por dois irmãos judeus, Ralph e Albert Slazenger. Em 1881 Ralph Slazenger deixou Manchester, e abriu uma loja em Cannon Street, em Londres de artigos esportivos de borracha. Slazenger rapidamente se tornou lider em produção de equipamentos esportivos para golfe e tênnis. Quatro anos depois o All England Lawn Tennis and Croquet Club sediou seu primeiro torneio e Slazengers produziram bolinhas para o chamado 'The New Game of Lawn Tennis', pois antes apenas existia o críquete.
Em 1902, Slazengers foram apontados a ser os fornecedores oficiais de bola de tênis do Torneio de Wimbledon e, com o atual acordo desde 2015, é o maior acordo de longevidade de patrocínios esportivos da história.